# Atlantische degenkrab
De Atlantische degenkrab (Limulus polyphemus) is een geleedpotig dier dat behoort tot de familie van de degenkrabben (Limulidae). Ondanks de naam is de degenkrab meer verwant aan de spinachtigen dan aan de krabben. De meeste degenkrabben kunnen gevonden worden in de Golf van Mexico en langs de rand van de noordelijke Atlantische kust van Noord-Amerika. Tijdens het paringsseizoen zijn veel degenkrabben te vinden in Delaware Bay en heel soms in Europa.
Degenkrabben bezitten vijf paar boeklongen waarmee ze onder water kunnen ademen, maar ook voor een korte tijd op het land. Hoewel de meeste geleedpotigen mandibula's hebben, bezit de degenkrab geen kaak. De kop bevindt zich in het midden van het kopborststuk en ze hebben tien poten. Degenkrabben kunnen, net zoals zeesterren, reptielen en bepaalde amfibieën weer ledematen aangroeien als deze zijn verloren.
Tot aan de leeftijd van 9 jaar vervellen ze waardoor ze ongeveer 17 keer hun exoskelet verwisselen. Op de plekken waar de degenkrabben voorkomen worden op stranden veel exoskeletten gevonden. Het bloed van een degenkrab is blauw en bevat hemocyanine, ongeveer 50 gram per liter bloed.